# 家长指导标识

这是1996年推出的版本，沿用至今

家长指导标识（英文：Parental Advisory Label），中国大陆俗称“脏标”，是在美国、英国出版发行的音像产品上的一种警告标识，最初由美国唱片业协会在1985年推出实行，2001年被英国唱片业协会采纳并在英国推广。如果一张专辑里的歌曲出现了脏话，或各种敏感词汇，家长指导标识就会印在专辑封面上，意在提醒家长此张专辑内的部分内容可能不适合未成年的孩子。这种标识起初是印在CD光盘或卡式磁带上，而现在越来越多人通过在线音乐商店来购买数字音乐，所以标识也出现在音乐网站或数字专辑封面中。
被贴了家长指导标识的专辑、CD、录音带在发行未删减版的同时，也会发行“洁版”，即删掉或屏蔽掉敏感内容的版本。在美国，一些零售店会上架销售专辑的所有版本，而有时删减版的专辑要更贵。亦有一些销售商、代理商主要销售经过处理，被改歌词的专辑拷贝，往往不销售未经审查的原版。然而，家长指导标识到底能否真正限制未成年人接触不健康、不合适的音乐作品，在美国、英国饱受争议，其制度的缺陷也为人所诟病。

## 背景
就在1985年4月这个计划成形后，美国家长音乐资源中心（PMRC，这个组织旨在对少年儿童所能接触的音乐作品加强控制，以防止不健康内容被孩子听到）列举出了一个歌单，歌单上的歌曲被认为含有不良内容，少儿不宜。而首当其冲的歌曲就是美国歌手王子的《Darling Nikki》，PMRC合伙创办人蒂珀·戈尔（Mary Tipper Gore，美国作家，社会活动家，也曾是美国第二夫人）的女儿则认为这首歌是在影射手淫。美国唱片业协会对此作出了回应，并草拟了一个不良内容警告标识，但PMRC对此仍感不满，他们提议针对音乐的分级制度应该效仿电影分级制度。之后美国唱片业协会又提出一个方案，即在标识上添加一行字“家长指导：歌词内容未删改”。但两个机构仍然没有化解分歧，最终在当年的9月19日，与美国参议院商业科技运输委员会召开了一场听证会。美国一些著名音乐人弗兰克·扎帕、Dee Snyder、约翰·丹佛也是与会成员，在会上他们强烈反对PMRC所提出的警告标识和这种广泛的审查。两个月之后，两个机构最终达成了共识，即要么唱片公司将“家长指导标识”印在专辑的封面上，要么就在包装的背面附上歌词本。

## 应用
美国推行的“家长指导标识”和英国推行的“家长指导计划”在实际运作和执行标准方面仍然存在争议，尽管其主管机构对音乐作品中的内容提供了一些指导意见。美国在唱片标识方面遵循自愿原则，没有强制性政策，但RIAA仍然建议包含“强烈的血腥暴力、性、毒品描写等值得家长警觉的内容”的唱片应该贴上这个标识。而英国BPI（英国唱片业协会）又补充提到，包含种族主义、“恐同”言论、仇恨言论等具有歧视性内容的音乐也应该纳入审查范围，及家长指导标识的适用范围内。

## 影响
家长指导标识在诞生之伊始，就始终伴随着针对其执行效力的批评和质疑。美国音乐电视网（MTV NEWS）则认为，艺术家和唱片公司实际上是从中受益的，同时也指出，家长指导标识反而帮助了未成年消费者更容易购得含有敏感内容的音乐作品。安迪·托马斯在《Westword》周刊（在美国科罗拉多州丹弗市发行的出版物，主要刊登音乐、艺术、饮食相关的资讯）上撰文，认为这种标识其实没有什么存在的价值。如果未成年消费者真的想听到那些未经审查的“不良”内容，他们总是会想到各种办法弄到原版，比如从朋友那里，或者从那些懒得计较的收银员那里。比如他小时候就成功买到了被贴标签的《 La Sexorcisto: Devil Music 第一版》（美国White Zombie乐队在1992年发行的专辑，流派为重金属、硬核）。他也指出，其实美国家长对于这种标识的看法不一，他的母亲对此比较放得开，对家长指导标识不怎么在乎；而那些对孩子严格要求的父母可能就认为这个至关重要，所以不会允许孩子接触这类歌曲。